# Фехтування на літніх Олімпійських іграх 1956
Олімпійський турнір з фехтування 1956 року пройшов у рамках XVI Олімпійських ігор у Мельбурні, Австралія, 23 листопада 1956 року.

## Медальний залік
| Місце | Країна                | Золото | Срібло | Бронза | Загалом |
| ----- | --------------------- | ------ | ------ | ------ | ------- |
| 1     | Італія (ITA)          | 3      | 2      | 2      | 7       |
| 2     | Угорщина (HUN)        | 2      | 1      | 1      | 4       |
| 3     | Франція (FRA)         | 1      | 1      | 2      | 4       |
| 4     | Велика Британія (GBR) | 1      | 0      | 0      | 1       |
| 5     | Польща (POL)          | 0      | 2      | 0      | 2       |
| 6     | Румунія (ROM)         | 0      | 1      | 0      | 1       |
| 7     | СРСР (URS)            | 0      | 0      | 2      | 2       |

## Медалісти
Чоловіки
| Змагання                  | Золото | Срібло | Бронза                                                                                             |
| ------------------------- | --- | --- | -------------------------------------------------------------------------------------------------- |
| Шпага, особиста першість  | Карло Павезі · Італія (ITA) | Джузеппе Дельфіно · Італія (ITA)                                                                                      | Едоардо Манджаротті · Італія (ITA)                                                                 |
| Шпага, командна першість  | Італія · Джузеппе Дельфіно · Франко Бартінетті · Альберто Пеллегріно · Джорджіо Англесіо · Карло Павезі · Едоардо Манджаротті  | Угорщина · Бела Рерріх · Амбрус Наді · Барнабас Берчені · Йожеф Маросі · Йожеф Шаковіч · Лайош Бальтазар              | Франція · Ів Дрейфус · Рене Керу · Даніель Дагальє · Клод Нігон · Арман Муйяль                     |
| Рапіра, особиста першість | Крістіан д'Оріола · Франція (FRA)                                                                                              | Джанкарло Бергаміні · Італія (ITA)                                                                                    | Антоніо Спалліно · Італія (ITA)                                                                    |
| Рапіра, командна першість | Італія · Вітторіо Лукареллі · Луіджі Карпанеда · Манліо Ді Роза · Джанкарло Бергаміні · Антоніо Спалліно · Едоардо Манджаротті | Франція · Бернар Боду · Рене Куако · Клод Неттер · Роже Клоссе · Крістіан д'Оріола · Жак Латаст                       | Угорщина · Лайош Сомоді · Йожеф Діріча · Ендре Тіллі · Йожеф Маросі · Міхалі Філоп · Йожеф Шаковіч |
| Шабля, особиста першість  | Рудольф Карпаті · Угорщина (HUN)                                                                                               | Єжи Павловський · Польща (POL)                                                                                        | Лев Кузнєцов · СРСР (URS)                                                                          |
| Шабля, командна першість  | Угорщина · Аттіла Керештес · Аладар Геревич · Рудольф Карпаті · Єно Гамарі · Пал Ковач · Даніель Магай                         | Польща · Зігмунд Павлас · Єжи Павловський · Войцех Заблодський · Анджей П'ятковський · Мар'ян Кузевський · Ришард Зуб | СРСР · Яків Рильський · Давід Тишлер · Лев Кузнєцов · Євгеній Череповський · Леонід Богданов       |

Жінки
| Змагання                  | Золото                               | Срібло                      | Бронза                      |
| ------------------------- | ------------------------------------ | --------------------------- | --------------------------- |
| Рапіра, особиста першість | Джилліан Шин · Велика Британія (GBR) | Ольга Орбан · Румунія (ROU) | Рене Гаріль · Франція (FRA) |